# FreeSync
Freesync est une technologie de communication entre un écran et un système électronique qui lui fournit l'image, où ce dernier donne le signal de modification de l'affichage. Il remplace les anciens systèmes d'intervalle de rafraîchissement vertical, hérité de l'époque des écrans cathodiques, où le rafraîchissement de l'écran suivait la fréquence des oscillations du courant alternatif (50 ou 60 Hz selon les pays), et où le processeur vidéo recevait le signal de synchronisation, afin de changer l'image au moment où le signal était reçu. Freesync a l'avantage sur celui-ci, d'éviter le tearing (seule une partie haute de l'image est changée en mémoire au moment de la nouvelle image affichée), et permet d'être davantage lié au temps nécessaire à calculer l'image, selon la complexité de sa génération.